# Ткачонак Олександр Леонідович
Олександр Леонідович Ткачонак (біл. Аляксандр Леанідавіч Ткачона; *20 листопада 1950, Чашники, Вітебська область) — радянський і білоруський актор театру і кіно. Народний артист Білорусі (1998).

## Біографія
Закінчив Білопуський театрально-мистецький інститут (1975). З 1975 актор Національного академічного драматичного театру імені Максима Горького.
Майстерність Ткачонка вирізняється органічністю, психологічною глибиною, плстичною виразністю, детальністю зовнішнього малюнка ролі, різноманіттям мовних характеристик. Шлях осягнення героєм люської гідності, незламну силу духа звичайного селянина зобразив в образі Петрака в спектаклі «Знаки біди» за В. Биковим (Державна премія Білорусі 1986). Як режисер поставив спектакль «Шум за сценою» («Театр») М. Фрейна (1989). 
Знімався в кіно («Розкидане гніздо», «Жив-був лікар...» (1984), «На залізниці» (1988), «Михайло Ломоносов», «Людина з чорної „Волги“» (1990) і телевізійних постановок («Щасливий» за К. Рапапортом і М. Маклярським, «Театр купця Япішкіна» Є. Мировича, «Федра» Ж. Расіна).

## Творчість
- Ліщ — Останні, Максима Горького
- Піп Павлін — Єгор Буличов та інші, Горький
- Актор — На дні, Горький
- Яків Боголюбов — Букєєв і компанія, Горький
- Лапахін — Вишневий сад, Антон Чехов
- Компас — Ділок, О. Толстий
- Мольєр — Мольєр, М. Булгаков
- Фаратьєв — Фантазії Фаратьєва, А. Соколова
- Підсікальников — Терміново потрібен…"самовбивця", М. Ердман
- Мечислав Вальпура — Дурень та монахиня, С. Віткевич
- Освальд — Здані, Г. Ібсен
- Жеронт — Єдиний спадкоємець, Ж. Ф. Реньяра
- Пічем — Трьохгрошова опера, Б. Брехт
- Письменник — Хто там, Ж. Робера
- Самон — Важкі люди, чи наречений з Єрусалима, І. Бар-Йосиф